# Міядзакі Такірі
Міядзакі Такірі (23 серпня 1978) — японська стрибунка у воду.
Учасниця Олімпійських Ігор 2004 року. Бронзова медалістка Чемпіонату світу з водних видів спорту 2001 року в синхронних стрибках з десятиметрової вишки.